# Sesgo de negatividad
El sesgo de negatividadse refiere al efecto que se produce cuando, habiendo sucesos neutrales o positivos de igual intensidad, los de naturaleza negativa (pensamientos desagradables, emociones, interacciones sociales o eventos traumáticos) adquieren un peso mayor en los estados y procesos psicológicos de las personas. Es decir, algo muy positivo normalmente tendrá menos impacto en el comportamiento y en pensamiento de las personas que algo igualmente emocional pero negativo. Este tipo de sesgo cognitivo se ha investigado desde muchos campos diferentes, incluyendo la formación de tales como: atención, aprendizaje, memoria, toma de decisiones y riesgos.
Por otro lado, se conoce también como sesgo de negatividad la tendencia de los medios de comunicación a dar noticias de penalidades o de conflictos frente a otras noticias de carácter más positivo.

## Conceptos
Paul Rozin y Edward Royzman crearon cuatro elementos del sesgo de negatividad para explicar su formación: potencia negativa, desigualdad negativa, dominio negativo y diferenciación negativa.
La potencia negativa se refiere al concepto de que ante la posibilidad de igual magnitud, los elementos, eventos, etc. positivos y negativos no destacan de igual forma. Rozin y Royzman indican que esta característica del sesgo de negatividad solo se puede demostrar empíricamente en las situaciones que son medibles, tales como comparar la temperatura ante una emoción positiva o negativa.
En la desigualdad negativa, los eventos negativos se perciben como más negativos respecto a los eventos positivos se perciben como más positivos cuanto más cercano (en tiempo o espacio) es el evento en cuestión. Por ejemplo, la experiencia negativa de una intervención dental se percibe más negativa cuanto más se acerca la fecha de la intervención (en este ejemplo se asume que el evento es igualmente positivo y negativo). Rozin y Royzman indican que esta característica es distinta de la potencia negativa porque hay evidencia de desigualdades negativas respecto a las positivas incluso en los casos en los que la potencia negativa es baja.
El dominio negativo describe la tendencia de la combinación de elementos o eventos positivos y negativos hacia una interpretación global más negativa de la que cabría esperar si se analizaran los elementos positivos y negativos de forma individual. En términos de Gestalt, el todo es más negativo que la suma de las partes.
La diferenciación negativa es consistente con las evidencias que sugieren que la conceptualización de la negatividad es más elaborada y compleja que la de la positividad. Por ejemplo, la investigación indica que el vocabulario negativo es más rico describiendo experiencias afectivas que el positivo. Además, parece que se emplean más términos para describir emociones negativas que positivas. El concepto de diferenciación negativa es consistente con la hipótesis movilización-minimalización que postula que los eventos negativos, debido de su complejidad, requieren movilizar más recursos cognitivos para tratar la experiencia afectiva y un mayor esfuerzo para minimizar sus consecuencias.